# Hartmut Rosa
Hartmut Rosa, född 15 augusti 1965 i Lörrach, är en tysk professor i sociologi och samhällsteori vid Jenas universitet. Rosa är också redaktör för den internationella tidskriften Time and Society. Rosa är mest känd för sina teorier angående resonans och social acceleration.

## Liv
Rosa föddes i Lörrach. Han växte upp i Grafenhausen i Schwarzwald, där han talade den lokala alemanniska dialekten och spelade orgel i den lokala protestantiska församlingen. Efter att ha tagit examen från gymnasiet (Hochrhein-Gymnasium Waldshut) och slutfört sin civiltjänst år 1985, började han studera statsvetenskap, filosofi och Germanistik vid Freiburgs universitet år 1986. År 1993 erhöll Rosa en examen från Freiburgs universitet, med beröm. 1997 tog Rosa examen (summa cum laude) från Humboldt-universitetet i Berlin och erhöll sin doktorsexamen (Dr. rer. Soc (doctor rerum socialium; Ph.D.). Rosa skrev sin avhandling om Charles Taylors politiska filosofi inom ramen för ämnet statsvetenskap.
Rosa lönearbetade som forskningsassistent vid professuren för statsvetenskap vid universitetet i Mannheim (1996–1997) och som forskningsassistent vid Institutet för sociologi vid universitetet i Jena (1997–1999). Där han verkade för att publicera sin studie Social Acceleration: A New Theory of Modernity in the fields of Sociology and Political Science. Under sommarterminen 2004 innehade han också en post som vice ordförande för institutionen för statsvetenskap och politisk teori vid universitetet i Duisburg-Essen. Under vinterterminen 2004–2005, respektive sommarterminen 2005 innehade han också en post som vice ordförande i statsvetenskap vid fakulteten för filosofi och samhällsvetenskap vid universitetet i Augsburg. 2005 utnämndes Rosa till professor i allmän och teoretisk sociologi vid Universitetet i Jena.
Vintern 1988–1989 tillbringade Rosa en termin med ett stipendium från German Academic Scholarship Foundation vid London School of Economics and Political Science. Han har även besökt Amerikas förenta stater i studiesyfte flera gånger, bland annat som forskningsassistent vid Department of Government/Center of European Studies vid Harvard University. Han fick även erhålla ett stipendium i Feodor Lynens namn från Alexander von Humboldt stiftelsen för sitt arbete som gästprofessor vid New School University i New York City 2001–2002. Han har varit knuten till New School University som gästprofessor sedan 2002.

## Forskningsgärning i urval
Rosas forskning rör sociologiska tidsstudier, då särskilt inom ramen för moderniteten. Men Rosa har också forskat kring de normativa och empiriska grunderna för samhällskritik, subjekt- och identitetsteorier, tidssociologi och accelerationsteori. Hans böcker publiceras internationellt, och har översatts till 15 språk.
- Genom sin resonansteori har Rosa presenterat ett alternativt koncept till det populära konceptet alienation. Resonansteorin ämnar att belysa vardagliga företeelser som är lyckade i avseendet att de skapar resonans, och därigenom en upplevelse av att vara sammankopplad med vår värld. Rosa anser sig här vara inspirerad av Erich Fromm.

## Utmärkelser
- 2006: Forskningspris från förbundslandet Thüringen.
- 2016: Tractatus Award.
- 2018: Erich Frommpriset.
- 2018: Paul Watzlawick's hedersring (tyska: Paul-Watzlawick-Ehrenring).
- 2019: Hedersexamen Universiteit voor Humanistiek, Utrecht.
- 2019: Förvaltande av UNESCO-stolen "Pratiques de la philosophie avec les enfants" som efterträdare till Michel Serres vid Université de Nantes.
- 2020: Werner Heisenberg-medaljen från Alexander von Humboldt stiftelsen.
- 2020: Rob Rhoads Global Citizenship Education Award från University of California.
- 2020: Medlem av Academia Europaea.
- 2021: Thüringens forskningspris i kategorin grundforskning - tillsammans med Klaus Dörre och Stephan Lessenich.[12]